# コモロスミレ

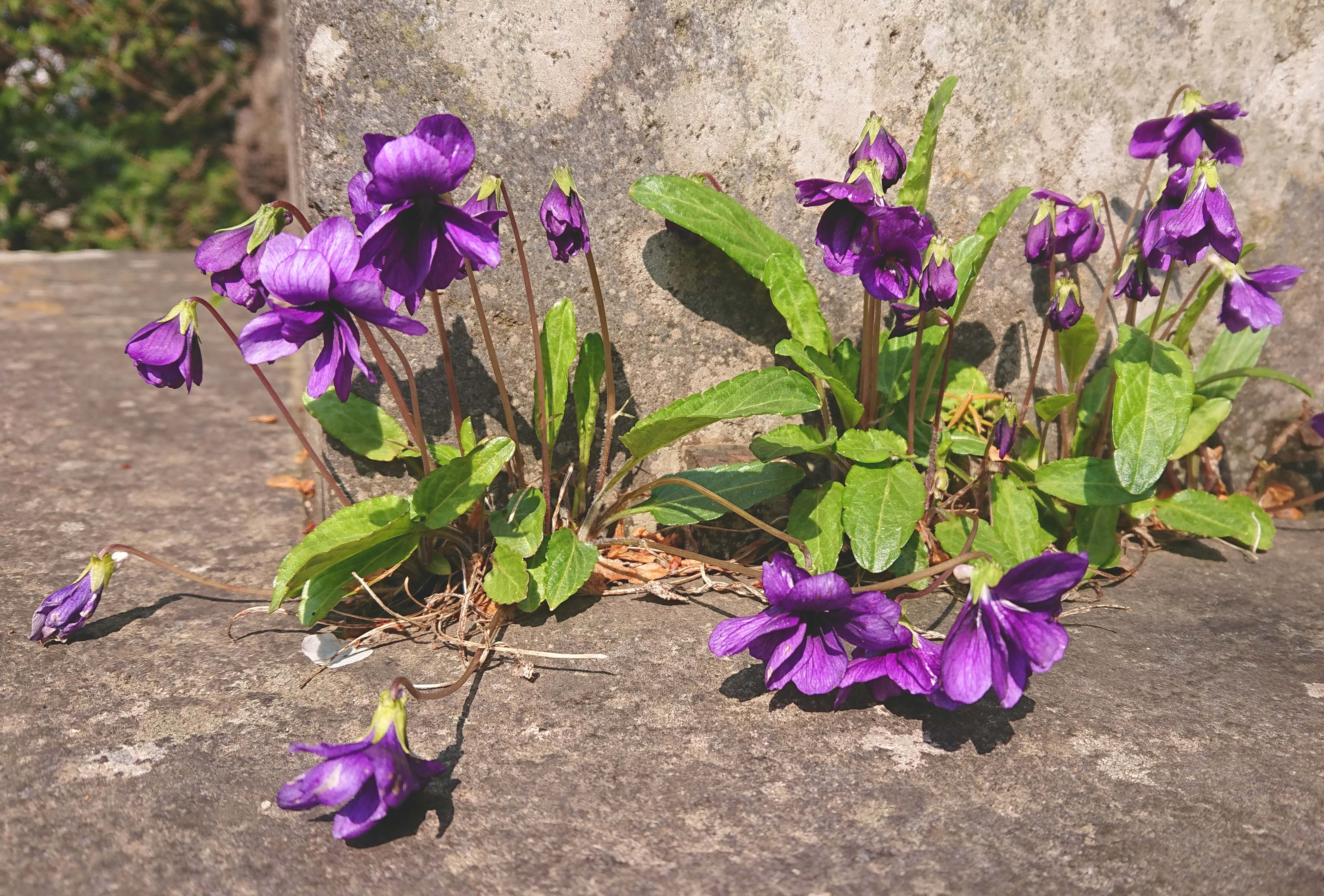
小諸市の海應院で撮影したコモロスミレ（2020年）

コモロスミレ（品種名 Viola mandshurica）は、無茎性多年性の草本。10センチ程度に成長する。

## 概要
葉は披針形で基部に緩い心形があり、葉柄には翼がある。
花は４月下旬から５月の上旬に咲き、色は濃い紫色で花弁の数が二重から八重と変化が多い。
花後、閉鎖花によって結実し、種子で繁殖する。

## 沿革
大正12年（1923年）に長野県小諸市の海應院で中條正勝氏によって発見され、昭和48年（1973年）に小諸市の天然記念物および市の花に指定された。